# Джон Кэй
Джон Кэй (англ. John Kay, настоящее имя Йоахим Фриц Крауледат, нем. Joachim Fritz Krauledat; 12 апреля 1944, Тильзит, Восточная Пруссия) — канадский рок-музыкант германского происхождения; автор песен, гитарист и певец; основатель и фронтмен рок-группы Steppenwolf.

## Биография
Отца он так и не узнал: тот погиб за месяц до рождения сына. Зимой 1945 года его мать, Эльсбет Крауледат, с годовалым младенцем перебралась из взятого советскими войсками Тильзита в Арнштадт, затем в 1949 году из Восточной Германии в Ганновер (ФРГ).
Детство Йоахима в Ганновере прошло под знаком американского рок-н-ролла, который передавала радиостанция местной американской военной базы. Ещё школьником Йоахим научился играть на гитаре.
В 1958 году с матерью переехал на постоянное место жительства в город Торонто в Канаде.
Здесь в 1965 году он организовал блюз-фолк-рок-группу «Jack London & The Sparrows» (где Джеком Лондоном являлся сам Крауледат). Затем название было укорочено до The Sparrows.
Год спустя Йоахим со своими музыкантами переехал в Калифорнию, США и принял псевдоним Джон Кэй, название группы сокращено до «The Sparrow» — в этом же году было записано два сингла для Columbia (Tomorrow’s Ships и Green Bottle Lover).
В поисках работы группа перебрались в Нью-Йорк, а оттуда в Калифорнию. Группа была усилена клавишником Голди Макджоном и начала играть в кофейне городка Венис-Бич неподалёку от Лос-Анджелеса, постепенно переходя от рок-н-роллов и задумчивых баллад в сторону тяжёлого блюза британского образца. Именно там их и обнаружил продюсер Гэйбриел Меклер, который помог группе заключить контракт с ABC-Dunhill и посоветовал сменить немодное уже имя, предложив им в качестве альтернативы Steppenwolf — в честь популярного в среде хиппи романа Германа Гессе: «Прежде, чем принимать ЛСД, прочти „Степного волка“», — гласил популярный в те годы лозунг.
Вскоре группа приобрела широкую известность как один из первых коллективов хард-рока. Да и само словосочетание «heavy metal thunder» впервые прозвучало в песне Steppenwolf, написанной Марсом Бонфайером, «Born to Be Wild». Всемирную же популярность Steppenwolf принесли хиты «Born to Be Wild», «Magic Carpet Ride», «Monster», «The Pusher», а также фильм Easy Rider, куда были включены «Born to Be Wild» и «The Pusher».
Сорокалетнюю карьеру со Steppenwolf Кэй завершил в октябре 2007 года юбилейным концертом, который был объявлен последним в истории коллектива, но продолжил сольную карьеру, начавшуюся ещё в начале 1970-х годов. В 2004 году имя Джона Кэя было введено в Канадскую Аллею славы.

## Дискография

### Сольные альбомы
| Год  | Заголовок                         | Наивысшее место в чартах | Наивысшее место в чартах |
| Год  | Заголовок                         | Сan                      | US                       |
| ---- | --------------------------------- | ------------------------ | ------------------------ |
| 1972 | Forgotten Songs and Unsung Heroes | 50                       | 113                      |
| 1973 | My Sportin' Life                  | —                        | 200                      |
| 1978 | All in Good Time                  | —                        | —                        |
| 1987 | Lone Steppenwolf                  | —                        | —                        |
| 1990 | Rise and Shine                    | —                        | —                        |
| 1996 | Feed the Fire                     | —                        | —                        |
| 1997 | The Lost Heritage Tapes           | —                        | —                        |
| 2001 | Heretics and Privateers           | —                        | —                        |
| 2004 | Live in Louisville                | —                        | —                        |
| 2006 | Live in London                    | —                        | —                        |

### Синглы
| Год  | Заголовок                    | Наивысшее местов чартах | Наивысшее местов чартах | Наивысшее местов чартах | Наивысшее местов чартах | Из альбома                        |
| Год  | Заголовок                    | Сanada                  | Canada (AC)             | Canada (Country)        | Billboard Hot 100       | Из альбома                        |
| ---- | ---------------------------- | ----------------------- | ----------------------- | ----------------------- | ----------------------- | --------------------------------- |
| 1972 | «I’m Movin' On»              | 45                      | —                       | —                       | 52                      | Forgotten Songs and Unsung Heroes |
| 1973 | «Moonshine (Friend of Mine)» | 26                      | 19                      | 44                      | —                       | My Sportin' Life                  |
| 1973 | «Easy Evil»                  | 82                      | —                       | —                       | —                       | My Sportin' Life                  |